# 仏生山
仏生山（ぶっしょうざん）は高松市中部に存在する一地区で、高松市役所仏生山出張所の管内。仏生山町1町からなる。かつては全域が「香川郡仏生山町」（ぶっしょうざんちょう）として存在し、1956年9月30日に高松市に編入された。1668年（寛文8年）に初代高松藩主松平頼重が菩提寺として法然寺を建てたことから門前町として繁栄し、戦後は高松市のベッドタウンとして人口が増加した。
また地区内にある仏生山駅周辺は高松都市圏に8ある地域拠点の一つを形成する。

## 地理
地区は高松市中部地域の最も南に位置し、高松平野のほぼ中央部に位置する。人口は2010年時点で8062人（男3855人/女4207人）、世帯数は3503世帯で、減少傾向にある。面積は2.79km2と、島嶼部を除く高松市の地区の中では最も狭い。そのため人口密度も1平方キロメートルあたり2870.97人と高い値を示している。高松市中心部とは独立した拠点性のある市街地を有するが、都市としては高松市中心部と連続したベッドタウンとしての性格がある。この地区の極端な狭さから仏生山駅を中心に広がる市街地は地区の範囲を越え、隣接する多肥地区の出作町にまで及んでいる。
仏生山駅から東へ伸びる市道沿いと、本町通り沿いに住居や商店が集中し人口が密集しており、それ以外の地域はほとんど農地が広がるため人口密度は希薄である。

### 地形
全域が高松平野の一部であるが、扇状地である高松平野の特性上、この周辺より讃岐山脈へ向かって勾配が次第にきつくなり、南に隣接する浅野地区では平野というよりほぼ丘陵地を形成している。
河川はないが、南部に小規模な2つの山、雄山と雌山があり、それぞれ法然寺とちきり神社があるため参道からの登頂が容易である。それらに挟まれる形で前池があり、西側には平池が存在する。
- 山：雄山、雌山
- 川：なし
- 湖沼：前池、平池

### 仏生山の方頬焼け
仏生山より高松市街中心部の学校へ自転車で通う学生は、登校時は北上時に東から、下校時は南下時に西から太陽の光を浴びるため、片方の頬のみが日焼けする。この現象を、「仏生山の方頬焼け」と呼ぶ。（もっとも、これは冗談の一種でもあったため、実際にこういう現象があったかは不明である。）

### 人口
| \| 2002年（平成14年） \| 8,386人 \| \| \| 2003年（平成15年） \| 8,371人 \| \| \| 2004年（平成16年） \| 8,299人 \| \| \| 2005年（平成17年） \| 8,244人 \| \| \| 2006年（平成18年） \| 8,194人 \| \| \| 2007年（平成19年） \| 8,149人 \| \| \| 2008年（平成20年） \| 8,055人 \| \| \| 2009年（平成21年） \| 8,046人 \| \| \| 2010年（平成22年） \| 8,062人 \| \| |         |  |
| 高松市 / 登録人口（10月1日時点） |         |  |
| 2002年（平成14年） | 8,386人 |  |
| 2003年（平成15年） | 8,371人 |  |
| 2004年（平成16年） | 8,299人 |  |
| 2005年（平成17年） | 8,244人 |  |
| 2006年（平成18年） | 8,194人 |  |
| 2007年（平成19年） | 8,149人 |  |
| 2008年（平成20年） | 8,055人 |  |
| 2009年（平成21年） | 8,046人 |  |
| 2010年（平成22年） | 8,062人 |  |

### 隣接する地域
- 北：高松市太田地区
- 西：高松市一宮地区
- 東：高松市多肥地区
- 南：高松市浅野地区

### 高松市仏生山出張所管内
- 仏生山町甲 761-8078
- 仏生山町乙 761-8079

## 歴史

### 年表
高松市編入以前は「仏生山町」を参照
- 1956年（昭和31年）9月30日 - 香川郡仏生山町が高松市に合併（高松市第5次合併）。この区域を以って高松市仏生山地区成立。
  - 旧大字が無いため全域に仏生山町の1町を設置。多くの場合大字は行政村が出来る前の自然村に由来しているが、この地域の場合は自然村を継承した大字を一切設置しなかった。そのため旧・出作村の部分を乙、旧・百相村の部分を甲として住所番地の前につけて区別している。
  - 高松市仏生山出張所が開所。
  - 仏生山町立仏生山小学校が高松市立仏生山小学校に改称。
  - 仏生山町立仏生山中学校が高松市立仏生山中学校に改称。
- 1963年（昭和38年）4月1日 - 市立仏生山中学校ほか2校（市立三渓中学校、市立多肥中学校）を廃し、多肥地区に新設の市立龍雲中学校へ統合。
- 1979年（昭和54年）2月28日 - 仏生山小学校が現在地へ移転し、落成式が行われる。
- 1986年（昭和61年）4月3日 - 空港通りの一宮町～香川郡香川町大野が暫定2車線供用。
- 1989年（平成元年）8月8日 - 空港通りの三名町～香川町大野が4車線供用。
- 2003年（平成15年）11月7日 - 仏生山街道（県道166号岩崎高松線）沿いの江戸時代の町並みが仏生山歴史街道都市景観形成地区に指定される[3]。
  - 指定区域は仏生山街道のうち仏生山駅南側を通る市道との交差点からちきり神社南側までの長さ約1km、面積約7.6ha[4]。
- 2006年（平成18年）7月29日 - ことでん琴平線に空港通り駅が開業。

### 町名の変遷
| 実施後     | 実施年月日                | 実施前   |
| ---------- | ------------------------- | -------- |
| 仏生山町甲 | 1956年（昭和31年）9月30日 | 大字百相 |
| 仏生山町乙 | 1956年9月30日             | 大字出作 |

## 経済
高松市の平均と比較して第二次産業従事者（+0.7%）の割合がやや高く、第一次産業従事者（-0.7%）の割合がやや低いものの、産業分類全体で高松市の平均と比較的類似している。

### 第一次産業
- 就業者数：107人、構成比：2.8%（2005年国勢調査）[5]

典型的な高松市郊外の地区として住宅の間を縫うように農地が点在し稲作が多く行われている。
- 米

### 第二次産業
- 就業者数：772人、構成比：20.1%（2005年国勢調査）[5]

地区内に大規模な第二次産業集中地帯は無いが、中小の工場が点在している。
- そうめん
  - 松平頼重が菩提寺と門前町を造る時に高松藩内の製めん業者を仏生山に集めたためである。

### 第三次産業
- 就業者数：2967人、構成比：77.1%（2005年国勢調査）[5]

本町通り沿いは江戸時代から続く商店などが多いが、それ以外はベッドタウンという性格上住宅地が多いため近隣商業が中心である。
主な商業施設
- マルナカ仏生山店

主な企業
- 百十四銀行仏生山支店
- 香川銀行仏生山支店
- JA香川県仏生山支店

## 教育
地区内の小学校は市立仏生山小学校が存在し、校区には地区内全域と多肥上町の一部を含む。中学校は全域が隣接する多肥地区にある市立龍雲中学校の校区である。
各種学校である高松文化服装学院があったが、生徒数が減少したため、学校の継続運営が困難となり2014年3月18日の香川県私立学校審議会で廃止を認可する答申が決定された。
また、地区内に公立の幼稚園、保育所・保育園は存在しない。
小学校・中学校
太字の校名は地区内に位置する学校で、それ以外は地区内には位置しないが校区が地区内にかかっている学校。
- 高松市立仏生山小学校
- 高松市立龍雲中学校

幼稚園・保育所
- 私立相愛幼稚園
- 相愛保育園
- カナン保育園

## 行政
この地区は1956年以降高松市の一部であるため自治権はもたない。この地区の行政サービスの中心としては高松市仏生山出張所があり各種住民サービスに対応している。またそこは公民館も兼ねていて、仏生山コミュニティセンターとして地域交流の中心となっている。
消防関係の施設は地区内には存在しないが、隣接する多肥地区に高松市南消防署が存在する（かつては高松市南消防署仏生山出張所があった）また地区内には香川県農業試験場があったが、綾川町に移転し、跡地には高松市立みんなの病院が立地してい
る。
主な行政施設
- 高松市仏生山出張所
- 高松南警察署仏生山交番
- 香川県農業試験場
- 東讃土地改良事務所

## 生活
公共施設
- 仏生山コミュニティセンター（公民館）
- 高松仏生山郵便局
- 仏生山公園
  - 高松市立仏生山公園体育館
  - 高松市立仏生山公園温水プール

医療機関
- 牛田医院
- 高松市立みんなの病院（高松市民病院と香川診療所を統合した新病院。2018年9月開院）
- 谷本歯科医院
- 永尾内科医院
- 新田歯科医院
- 仏生山クリニック
- 仏生山みぞぶち内科医院
- わき外科クリニック

※50音順

## 交通
公共交通機関においては琴電仏生山駅が中心で、高松市中心部に向かう電車のすべてが発着するほか、仏生山駅西口が高松市立みんなの病院の開院に合わせて新設されて以降同西口にバス停が整備され、ことでんバス塩江線及び仏生山川島線の路線バスと香川町シャトルバス(マルイ観光バス)が発着している。
平成10年までは同町の中心である本町通り（香川県道166号岩崎高松線）にコトデンバス（現ことでんバス）の赤坂線が通っており、町内に６ヶ所ほど停留所があった。

### 道路
この地区のメインストリートは仏生山駅から本町通りに至る市道と、そこから南に伸びる本町通りである。しかし本町通りは古くから発展した門前町の表通りであり、仏生山駅から東へ延びる市道は、駅の開業後に戦後の人口増加などを背景に道路計画より人口の密集が先行した地域であるため、もともと人口密度に応じた自動車の通行に十分な道幅ではない。そのため交通ラッシュ時には混雑が発生し、十分な歩道も無いため歩行者の危険性は高い。
国道
- 国道193号（空港通り）

主要地方道
- 香川県道12号三木国分寺線

その他県道
- 香川県道164号三谷香川線
- 香川県道166号岩崎高松線（仏生山街道）
- 香川県道280号高松香川線（塩江街道）

### 鉄道
かつて、仏生山駅からは高松市南部にある塩江温泉への鉄道として塩江温泉鉄道が分岐し、ガソリンカーを運行していた。1938年に高松琴平電気鉄道の前身である琴平電鉄に合併され、同社の塩江線となったが、日中戦争のさなか不要不急線とみなされ1941年に廃止された。仏生山駅構内の同線の跡地には仏生山工場が建てられている。
高松琴平電気鉄道（ことでん）
- 琴平線：仏生山駅

### バス
ことでんバス
- 仏生山・岩崎線、塩江線：仏生山 - 神宮寺
- 香川町シャトルバス：仏生山駅 - 百ヶ丘団地 - 神宮寺南

## メディア

### 放送
ケーブルテレビ
- ケーブルメディア四国（高松ケーブルテレビ）

地上波テレビ放送
基本的に高松市東部の前田山にある高松局を受信する。そのほか、古い建物などでは岡山県玉野市金甲山にある岡山局も受信している世帯もある。高松局を受信する場合はアナログ放送でもUHFアンテナ1本で全チャンネルが受信できるが、アナログ放送において岡山局を受信する場合はUHFアンテナとVHFアンテナの2本が必要となる。なお、デジタル放送は全てUHFアンテナ1本で済む。
| 局名                 | 局名                 | NHK高松 | NHK高松 | NHK岡山 | NHK岡山 | RNC  | KSB  | RSK  | OHK  | TSC  | 出力            | 偏波面 | 送信 場所 |
| 局名                 | 局名                 | 総合    | 教育    | 総合    | 教育    | RNC  | KSB  | RSK  | OHK  | TSC  | 出力            | 偏波面 | 送信 場所 |
| デジタルリモコン番号 | デジタルリモコン番号 | 1ch     | 2ch     | 1ch     | 2ch     | 4ch  | 5ch  | 6ch  | 8ch  | 7ch  | 出力            | 偏波面 | 送信 場所 |
| -------------------- | -------------------- | ------- | ------- | ------- | ------- | ---- | ---- | ---- | ---- | ---- | --------------- | ------ | --------- |
| 高松                 | デジタル             | 24ch    | 13ch    | -       | -       | 15ch | 17ch | 21ch | 27ch | 18ch | NHK1kW/民放500W | 水平   | 前田山    |
| 高松                 | アナログ             | 37ch    | 39ch    | -       | -       | 41ch | 33ch | 29ch | 31ch | 19ch | NHK10kW/民放5kW | 水平   | 前田山    |
| 岡山 (北讃岐)        | デジタル             | (24ch)  | (13ch)  | 32ch    | 45ch    | 20ch | 30ch | 21ch | 27ch | 18ch | 2kW(200W)       | 水平   | 金甲山    |
| 岡山 (北讃岐)        | アナログ             | -       | -       | 5ch     | 3ch     | 9ch  | 25ch | 11ch | 35ch | 23ch | V10kW/U20kW     | 水平   | 金甲山    |

AMラジオ放送
- NHK高松第1放送：1368kHz（高松局 出力5kW）
- NHK高松第2放送：1035kHz（高松局 出力1kW）
- 西日本放送ラジオ：1449kHz/90.3MHz（高松局 出力5kW）

FMラジオ放送
- NHK高松FM放送：86.0MHz（高松局 出力1kW）
- FM香川：78.6MHz（高松局 出力1kW）
- FM高松：81.5MHz（コミュニティ放送 出力20W）

県外波
- NHK岡山第1放送：603kHz（岡山局 出力5kW）
- NHK岡山第2放送：1386kHz（岡山局 出力5kW）
- RSKラジオ：1494kHz（岡山局 出力10kW）
- NHK大阪第1放送：666kHz（大阪局 出力100kW）
- NHK大阪第2放送：828kHz（大阪局 出力300kW）
- MBSラジオ：1179kHz（大阪局 出力50kW）
- 朝日放送ラジオ：1008kHz（大阪局 出力50kW）
- ラジオ大阪：1314kHz（大阪局 出力50kW）

- NHK岡山FM放送：88.7MHz（岡山局 出力1kW）
- FM岡山：76.8MHz（岡山局 出力1kW）

## 名所・旧跡・観光・レジャー
- 仏生山歴史街道都市景観形成地区（約7.6ha）
  - 本町通り
  - 法然寺
  - ちきり神社
  - 円光寺
- 仏生山公園
  - 高松市立仏生山公園体育館
  - 高松市立仏生山公園温水プール

仏生山温泉

### 本町通り
仏生山街道の通称で知られる香川県道166号岩崎高松線のちきり神社に至るまでの約1.3kmは本町通りといわれ、かつて歴代高松藩主が墓参りに訪れたため、「お成り街道」や「殿様街道」などとも呼ばれる。現在でもこの通り沿いの約130軒の民家や商店の中には、江戸時代から明治時代ごろに建てられた古い民家が点在しており、高松市から仏生山歴史街道都市景観形成地区として指定されている。
毎年10月に高松秋のまつり・仏生山大名行列が開催され、本町通りに大名行列が繰り出される（市長が大名役になることが多い）。
10月にはちきり神社の秋季大祭が行なわれる。

## 出身有名人
- 神生山清（大相撲力士（最高位・前頭15枚目））
- 松家卓弘（横浜ベイスターズ→北海道日本ハムファイターズ投手）現在、香川県立高松西高等学校教諭